# Araripedactylus
Araripedactylus — вимерлий рід птерозаврів. Один із перших описаних птерозаврів із Бразилії й Південної Америки загалом. Доволі великий птерозавр із розмахом крил близько 5 метрів.

## Історія вивчення
Вперше описано Вельнхофером (1977) на основі BSP 1975 I 166, першої фаланги правого крила птерозавра. Вельнхофер, не знаючи про відкриття Araripesaurus castilhoi Price, 1971, вважав Araripedactylus першим птерозавром знайденим у басейні Араріпі.
Не дивлячись на його фрагментарність, Вельнхофер вважав голотип Araripesaurus діагностичним, нехай визнавав неможливість визначення його положення серед птеродактилоїдів.
Інші автори, однак, не визнавали його валідним. Кельнер і Томіда (2000) вказали на те, що 4 з 6 запропонованих апоморфій - ознаки поширені серед птерозаврів, а серед решти двох (проксимальний відросток розгинача пальців короткий і стінки кісток товсті) перший, імовірно, є хибною інтерпретацією морфології зразка, що його було пошкоджено при видобутті з породи. Вони розглядали Araripedactylus як Pterodactyloidea indet., чий типовий зразок міг належати до будь-якого виду крупних птерозаврів відомих із тієї самої формації, таких як Anhanguera araripensis чи Tropeognathus mesembrinus.